# Lágia (Chypre)
Pour l’article homonyme, voir Lágia (Grèce).
Lágia (grec moderne : Λάγια) est un village chypriote situé dans le district de Larnaca et comptant plus de 28 habitants.